# Wesmaldra learmonth
Wesmaldra learmonth là một loài nhện trong họ Gnaphosidae.
Loài này thuộc chi Wesmaldra. Wesmaldra learmonth được Norman I. Platnick & Barbara Baehr miêu tả năm 2006.